# El cacharrero
El cacharrero (1779) es uno de los cartones para la Real Fábrica de Tapices de Santa Bárbara de Francisco de Goya y estaba destinado la decoración del comedor de Carlos IV, entonces Príncipe de Asturias.
De este cartón, que se encuentra en el Museo del Prado se hicieron dos tapices que se conservan en el Palacio de El Pardo —el mencionado palacete de los príncipes— y en El Escorial.
El cuadro fue tasado en seis mil reales y ha sido estimado, junto con El quitasol (1777) como la obra cumbre del periodo inicial de Goya en Madrid.

## Análisis
Un primer término muestra a un cacharrero valenciano que vende cerámica, mientras dos mujeres y una anciana están valorando el género. Estas tres mujeres están iluminadas, quedando en penumbra el vendedor. La de la izquierda, una anciana que sostiene una sartén, recuerda a la que aparece en las obras Cristo en casa de Marta y María y Vieja friendo huevos de Velázquez, pintor por el que Goya sentía gran admiración.
En segundo plano marcha un coche de caballos donde viaja una dama que contemplamos difusa a través del cristal de la portezuela. Dos personajes, sentados de espaldas, la observan. En la lejanía se aprecia algún personaje más y las siluetas de manzanas de edificios.
Una curiosidad de este cuadro es el rectificado de la posición original de la rueda trasera izquierda de la carroza, cuya circunferencia se percibe claramente al lado de la que definitivamente pintó el aragonés.
En este óleo aparecen constantes que habrían de ser marcas del estilo de Goya, como la presencia conjunta de personajes de elevada —en la carroza— y humilde condición social, los quincalleros del primer plano, en una escena costumbrista y luz de poniente. También se evoluciona en esta obra en la técnica pictórica de pincelada suelta y la presencia de toques brillantes de luz aplicados a espátula.
Se aprecia una conseguida captación del movimiento del vehículo, especialmente por la figura del lacayo, inclinado hacia atrás por efecto de la inercia del arranque del coche, efecto enfatizado por Goya a partir de la arquitectura del fondo. Asimismo, es notable la maestría impresionista en el uso del «flou» con que está tratada la dama que viaja en el interior de la carroza y columbramos a través de la ventanilla.
El tratamiento del color es muy notable en la armonía de los dorados de matices cobrizos, los grises y el azul con que está tratado el cielo. Destaca el trabajo de bodegón que constituyen los enseres de los vendedores ambulantes, cuyas calidades táctiles (lozas, porcelanas, metales, telas) están reflejadas con mano primorosa.